# 十一元三
十一 元三（といち もとみ、1957年 - ）は、日本の医学者・精神科医。京都大学名誉教授。専門は、児童・青年精神医学。医学博士（京都大学・論文博士・1999年）。三重県出身。

## 略歴
- 1957年　三重県生まれ[2]
- 1976年　兵庫県立神戸高等学校卒業[2]
- 1989年 京都大学医学部医学科卒
- 1994年 京都大学大学院医学研究科脳統御医科学系
- 1998年 医学博士（京都大学）、滋賀大学講師
- 1999年 滋賀大学助教授
- 2000年 米国ケースウェスタンリザーブ大学医学部認知生理学部門主任研究員
- 2004年 京都大学医学部保健学科教授
- 2007年 京都大学大学院医学研究科教授（臨床認知神経科学領域）
- 2023年 京都大学名誉教授[3]。

## 人物
- 日本では数少ない児童・青年精神医学の専門家として知られる。
- 広汎性発達障害の精神生理学、認知心理学、脳科学に詳しい。
- 司法精神医学領域にも造詣が深く、寝屋川教師殺傷事件の鑑定人を勤めた。
- 奈良県田原本町の医師放火殺人で長男の供述調書などを引用した単行本が出版された秘密漏示事件で、鑑定医の知人であるという理由から関与を疑われて奈良地検による捜索を受けたが、本件には一切の関係がないことが判明した。
- 読売テレビは、2007年9月28日の「昼ニュース」と夕方の 「ニューススクランブル」で実名と顔の映像を放映し「鑑定医に渡った供述調書から教授の指紋も検出された」と報じたが、実際は指紋は検出されておらず、事件への一切の関与が認められなかった。読売テレビは「誤った報道で名誉を深く傷つけた」として謝罪。 本田邦章・取締役報道局長を減俸、報道局次長兼報道部長を減給、報道局チーフプロデューサーを 譴責（けんせき）、デスクと記者を厳重注意処分にした。